# كين هاملين
كين هاملين (بالإنجليزية: Ken Hamlin)‏ هو لاعب كرة قدم أمريكية أمريكي، ولد في 20 يناير 1981 في ممفيس في الولايات المتحدة.

## وصلات خارجية
- كين هاملين على موقع مرجع كرة القدم المحترفة.كوم (الإنجليزية)